# Bra (Käse)

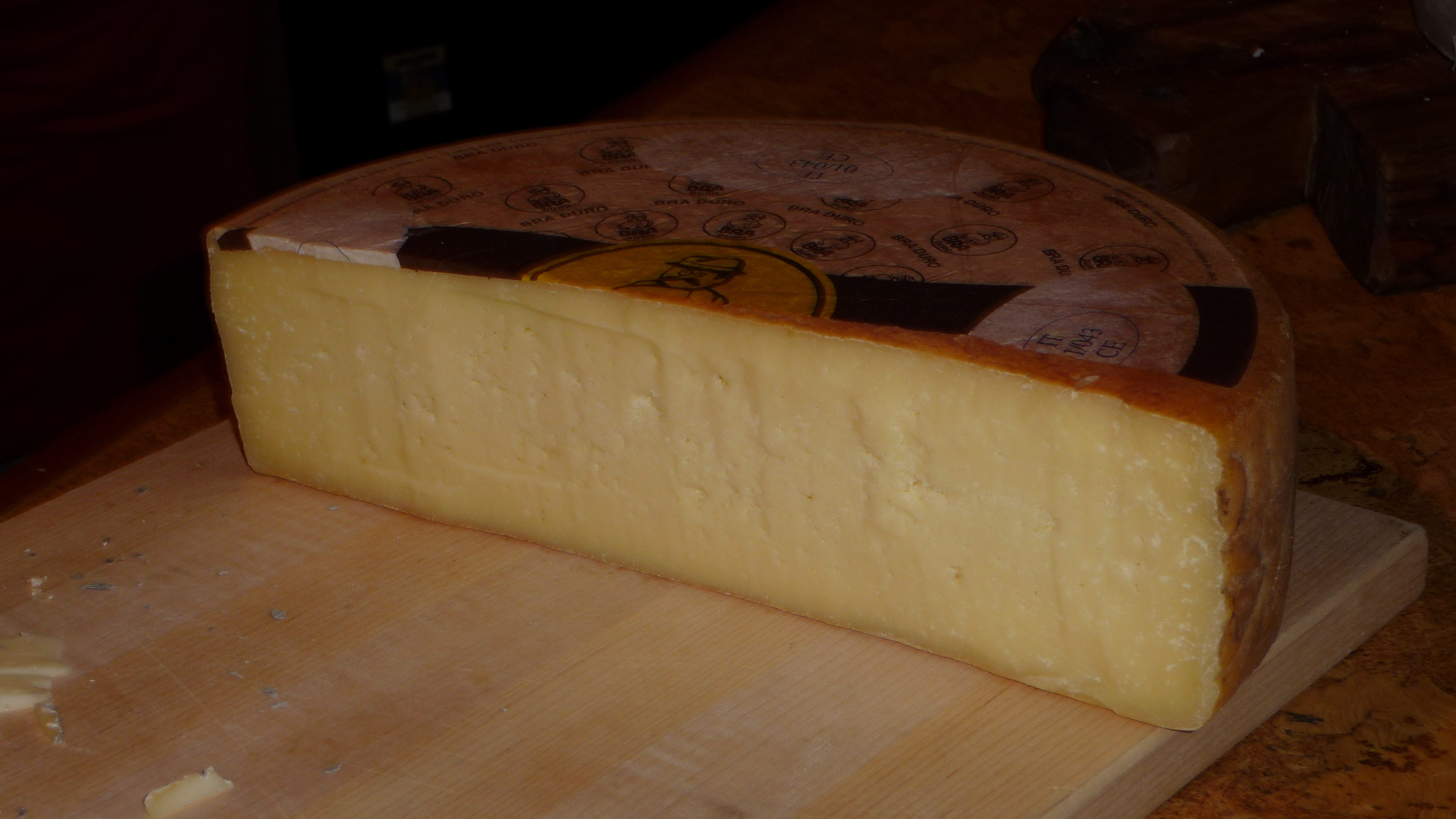
Bra

Bra ist ein norditalienischer Käse mit geschützter Herkunftsbezeichnung.

## Geschichte
Benannt ist der seit dem Ende des 14. Jahrhunderts verbürgte Käse nach der gleichnamigen Stadt Bra im Piemont, auf deren Markt die Käsemeister aus den umliegenden Bergen die gereiften Käselaibe verkauften. Heute findet in Bra alle zwei Jahre die europäische Käsemesse Cheese statt. Die jährliche Produktionsmenge von Bra-Käse beträgt um die 800 Tonnen mit steigender Tendenz (1999: 788 t/137.849 Laibe; 2000: 801 t/144.093 Laibe; 2001: 863 t/154.000 Laibe). 1996 wurde der Bra von der EG als Käse mit geschützter Ursprungsbezeichnung  geschützt.

## Herstellung
Zunächst lässt man die Kuhmilch des abendlichen Melkganges über Nacht in Kupferkesseln stehen. Am nächsten Morgen wird der oben abgesetzte Rahm mit einem Spachtel abgenommen und danach die Morgenmilch dazugemischt. Dann lässt man die Mischung mit Hilfe einer Starterkultur gerinnen und fügt anschließend in kleinen Mengen etwas Schafs- und Ziegenmilch und auf 27–32 °C angewärmtes Lab von Milchkälbern hinzu. Der richtige Dickegrad der entstehenden Dickete wird bestimmt, indem man einen Strohhalm in die Masse steckt, wenn dieser gerade stehen bleibt, ist sie perfekt und wird mit einer Klinge in kreisförmiger Bewegung gebrochen und zu Bröckchen in Größe von Gerstenkörnern zerkleinert, wobei ein Großteil der Molke freigesetzt wird. Ehe der gesetzte Bruch in die Formen kommt, wird er ein zweites Mal geschnitten. Für die Dauer einer Woche werden die Formen mit einem beschwerten Holzbrett gepresst und mehrmals leicht gesalzen. Bei der Herstellung von Bra tenero (siehe unten: Varianten) können die Formen auch in eine gesättigte Salzsole getaucht werden. Danach kommen die Laibe aus der Form und werden je nach Typ für kürzere oder längere Zeit in der Reifekammer gelagert.

## Eigenschaften
Die radförmigen Laibe mit gerader oder leicht konvexer Wange und flachen Stirnseiten haben einen Durchmesser von 35 bis 40 cm bei einer Höhe von 7 bis 10 cm und einem Gewicht von 5 bis 8 kg. Geschmack und Beschaffenheit von Rinde und Teig hängen vom Typ ab, siehe nächster Abschnitt. Alle Varianten sind sehr geruchsintensiv.

## Varianten
Bra (DOP) wird in der Provinz Cuneo und in der Gemeinde Villafranca (Piemont) in der Provinz Turin hergestellt. Er ist in zwei Typen erhältlich:
- Bra tenero aus Vollmilch reift 45 Tage bis 3 Monate und ist ein Tafelkäse mit süßlich-aromatischem Geschmack[6]. Der Teig ist kompakt und elastisch mit leichter kleiner Lochung, die Rinde gleichmäßig, sehr dünn und elastisch, von strohweißer bis pergament-grauer Farbe.
- Bra duro aus teilentrahmter Milch reift mindestens sechs Monate, als Reibkäse ein Jahr und länger, und ist ein Tafel- und Reibkäse mit intensiv-würzigem Geschmack. Der Teig ist trockener als beim tenero, die Rinde dünn, elastisch und braun-beige gefärbt.

Bra d’alpeggio (DOP) wird in den bergigen Gemeinden von Cuneo noch ganz handwerklich hergestellt. Die Produktionstechnik ist sehr ähnlich der des Bra aus der Ebene: Es werden nach wie vor ganz einfache Werkzeuge verwendet und die Prozeduren sind nicht mechanisiert. Die Rinde ist dünn und elastisch, weiß gefärbt beim weichen und beige oder braun beim harten Typ. Der Teig des tenero ist hellbeige, der des duro strohgelb.

## Verwendung
Der Bra ist in Genua Bestandteil des lokalen Pesto, im Piemont wird er allgemein wegen seiner Qualität als Tafel- oder Reibkäse sehr geschätzt.